# Barbara O'Neil
Barbara O'Neil (17 de julio de 1910 – 3 de septiembre de 1980) fue una actriz estadounidense de cine y teatro. Participó en la película Lo que el viento se llevó (1939), y fue nominada a un premio Óscar en la categoría de mejor actriz de reparto por su trabajo en El cielo y tú (1940).

## Biografía
Nació en San Luis (Misuri), hija de Barbara Blackman, una socialité y sufragista, y David O'Neil, un empresario y poeta. Pasó su infancia principalmente en Europa, graduándose posteriormente del Sarah Lawrence College en Yonkers (Nueva York). Su abuela materna era Carrie Horton Blackman, una exitosa pintora de retratos.
O'Neil inició su carrera como actriz en el teatro. En julio de 1931, los directores Bretaigne Windust, Charles Leatherbee (nieto de Charles Richard Crane) y Joshua Logan, de la compañía teatral University Players de Falmouth (Massachusetts), estaban buscando una actriz protagonista para las funciones de invierno que llevarían a cabo en Baltimore. Por sugerencia de George Pierce Baker, hicieron una audición y contrataron a O'Neil, una de sus estudiantes en la Escuela de Arte Dramático de Yale. De su trabajo juntos nació un romance entre Logan y O'Neil, quienes tuvieron un breve matrimonio a comienzos de los años 1940. La actriz hizo su debut en Broadway en 1932, en una obra sobre Carrie Nation. Entre sus otros trabajos teatrales se encuentra el haber originado el papel de Madam Serena Merle en la adaptación que se hizo en Broadway de Retrato de una dama en 1954.
En 1937, O'Neil tuvo su debut cinematográfico en la película Stella Dallas, y en 1939 fue contratada para interpretar el rol de Ellen O'Hara, madre del personaje de Scarlett O'Hara, en Lo que el viento se llevó (aunque era solo tres años mayor que la actriz que interpretaba a su hija, Vivien Leigh), después de que Lillian Gish rechazara el papel. Al año siguiente participó en El cielo y tú, siendo nominada a un premio Óscar en la categoría de mejor actriz de reparto por el rol de la Duquesa de Praslin.
Sus posteriores películas incluyen Shining Victory (1941), I Remember Mama (1948), Secreto tras la puerta (1948), y dos películas del director Otto Preminger, Whirlpool (1949) y Angel Face (1952). También apareció en Historia de una monja (1959), junto a la actriz Audrey Hepburn.
O'Neil falleció de un ataque cardíaco a los 70 años de edad el 3 de septiembre de 1980.

## Filmografía
| Año  | Título                    | Personaje                     | Observaciones                                 |
| ---- | ------------------------- | ----------------------------- | --------------------------------------------- |
| 1937 | Stella Dallas             | Helen Morrison Dallas         |                                               |
| 1938 | Love, Honor and Behave    | Sally Painter                 |                                               |
| 1938 | The Toy Wife              | Louise Brigard                |                                               |
| 1938 | I Am the Law              | Jerry Lindsay                 |                                               |
| 1939 | The Sun Never Sets        | Helen Randolph                |                                               |
| 1939 | When Tomorrow Comes       | Madeleine Chagal              |                                               |
| 1939 | Tower of London           | Reina Elyzabeth               |                                               |
| 1939 | Lo que el viento se llevó | Ellen O'Hara                  |                                               |
| 1940 | El cielo y tú             | Francoise, Duquesa de Praslin | Nominada — Óscar a la mejor actriz de reparto |
| 1941 | Shining Victory           | Miss Leeming                  |                                               |
| 1948 | Secreto tras la puerta    | Miss Robey                    |                                               |
| 1948 | I Remember Mama           | Jessie Brown                  |                                               |
| 1949 | Whirlpool                 | Theresa Randolph              |                                               |
| 1952 | Cara de ángel             | Sra. Catherine Tremayne       |                                               |
| 1956 | Flame of the Islands      | Sra. Duryea                   |                                               |
| 1959 | Historia de una monja     | Madre Didyma                  |                                               |
| 1970 | I leoni di Pietroburgo    | Tamila                        |                                               |

## Premios y distinciones
Premios Óscar
| Año  | Categoría               | Película      | Resultado |
| ---- | ----------------------- | ------------- | --------- |
| 1941 | Mejor actriz de reparto | El cielo y tú | Nominada  |